# شهرستان مرسر (کنتاکی)
شهرستان مرسر، کنتاکی (به انگلیسی: Mercer County, Kentucky) یک سکونتگاه مسکونی در ایالات متحده آمریکا است که در کنتاکی واقع شده‌است.